# Шполка
Шполка — река в Черкасской области Украины. Исток реки находится к северу-западу от села Терешки, возле города Шпола. Шполка — правый приток Гнилого Тикича, который в свою очередь, сливаясь с рекой Горный Тикич, образует реку Тикич, впадающую в реку Синюха (приток Южного Буга, бассейн Чёрного моря).
Длина — 53 км, площадь водостока — 605 км². Высота устья — 120 м над уровнем моря. Высота истока — 200 м над уровнем моря.Используется для водоснабжения, орошения и разведения рыбы. Исток реки находится на территории города Шполы (районного центра Черкасской области). От реки отведена система каналов.
На Шполке сооружено 2 водохранилища. Одно из них, площадью 80 гектаров, находится у города Ватутино, стоящего на реке в нижнем её течении. Здесь на правом берегу разросся Комсомольский парк, любимое место отдыха ватутинцев. От парка берега забетонированы, оборудована водная станция.
Второе водохранилище находится выше, у села Стецовка.